# TPA Internacional
TPAi, anteriormente conhecido como TPA Internacional e TPA3 é um canal de televisão por assinatura pertencente à Televisão Pública de Angola (TPA), disponível em Portugal.
Segundo a administração da TPA, este canal pretende transmitir para fora das fronteiras angolanas uma visão actual e realista do país, para além de proporcionar momentos de entretenimento às comunidades emigradas.
Em 2003, a TPA lançou este canal, que passou a ser transmitida para a Europa via satélite a partir do dia 24 de Julho de 2008 e que, actualmente, pode ser recebido através da televisão a cabo em Portugal.
O canal deixou de estar disponível na NOS e foi substituída pela TPA Notícias.

## Direcção
- Joana Tomás [2018-presente]

## Programação
A programação da TPA3 (TPA Internacional) concentra os conteúdos dos dois canais domésticos da TPA (TPA1 e TPA2).